# Felipe Walino
Felipe Walino es un deportista español que compitió en taekwondo. Ganó una medalla de oro en el Campeonato Europeo de Taekwondo de 1978, en la categoría de –58 kg.

## Palmarés internacional
| Campeonato Europeo | Campeonato Europeo | Campeonato Europeo | Campeonato Europeo |
| Año                | Lugar              | Medalla            | Categoría          |
| ------------------ | ------------------ | ------------------ | ------------------ |
| 1978               | Múnich (RFA)       | Medalla de oro     | –58 kg             |